# Emmanuel Korir
Emmanuel Kipkurui Korir (né le 15 juin 1995 à Iten) est un athlète kényan, spécialiste du 800 mètres, champion olympique en 2021 à Tokyo et champion du monde en 2022 à Eugene.

## Biographie

### Saison 2017
Le 20 janvier 2017, à Albuquerque, Emmanuel Korir établit la meilleure performance mondiale en salle de tous les temps sur 600 m en parcourant la distance en 1 min 14 s 97. Étudiant à l'Université du Texas à El Paso, où il est entraîné par Paul Ereng, champion olympique du 800 m en 1988, il porte son record personnel sur 800 m à 1 min 43 s 73, le 29 avril 2017 à Berkeley et devient champion NCAA. Le 14 mai, à El Paso, il porte son record personnel sur 400 m à 44 s 53, quelques jours après avoir disputé cette épreuve en compétition officielle pour la première fois. Le 24 juin, il est sélectionné dans l'équipe du Kenya pour les championnats du monde de Londres grâce à sa victoire obtenue aux sélections kényanes, à Nairobi, en 1 min 43 s 87. A Londres, il est éliminé au stade des demi-finales. Peu avant, le 21 juillet, il établit la meilleure performance mondiale de l'année sur 800 m dans le temps de 1 min 43 s 10 à Monaco, nouveau record personnel.

### Saison 2018
Le 3 février 2018, lors du meeting des Millrose Games, à New York, Emmanuel Korir établit un nouveau record d'Afrique en salle du 800 mètres en 1 min 44 s 21, la quatrième meilleure performance de tous les temps. Fin juin 2018, il remporte son premier titre de champion du Kenya, sur la distance du 400 m, en établissant un record personnel à 44 s 21.  Le 22 juillet 2018, lors du meeting de Londres, qu'il remporte, il porte son record personnel sur 800 m à 1 min 42 s 05, réalisant le meilleur temps sur la distance depuis 2012, mais devenant surtout le sixième meilleur performeur de l'histoire. Le 3 août 2018, aux championnats d'Afrique d'Asaba au Nigeria il devient vice-champion d'Afrique du 800 m derrière le Botswanais Nijel Amos. Deux jours plus tard, il remporte l'épreuve du 4 × 400 m en compagnie de Aron Koech, Alphas Kishoyian et Jared Momanyi. En fin de saison 2018, il remporte pour l'équipe d'Afrique le 800 m de la Coupe continentale à Ostrava.

### Saison 2019
Décidant de s'essayer sur la distance du 400 mètres, il court en 44 s 21 à Nairobi et parvient à se qualifier pour le 400 m et le 800 m pour les championnats du monde. Aux mondiaux 2019 à Doha, il se classe 6e de la finale en 44 s 94, mais est en revanche éliminé en demi-finale du 800 m.

### Champion olympique à Tokyo (2021)
Le 9 juillet 2021, lors du Meeting Herculis de Monaco, Emmanuel Korir réalise le temps de 1 min 43 s 08 sur 800 m mais s'incline néanmoins devant Nijel Amos qui établit la meilleure performance mondiale de l'année.
Il obtient le plus grand succès de sa carrière en 2021 en remportant le titre des Jeux olympiques de 2020 à Tokyo. Il s'impose en finale en 1 min 45 s 06 au terme d'une course tactique, et devance sur le podium son compatriote Ferguson Rotich et le Polonais Patryk Dobek, succédant à David Rudisha, champion olympique sur la distance en 2012 et 2016.
Il remporte la finale de la Ligue de diamant 2021, à Zurich, dans le temps de 1 min 44 s 56.

### Champion du monde à Eugene (2022)

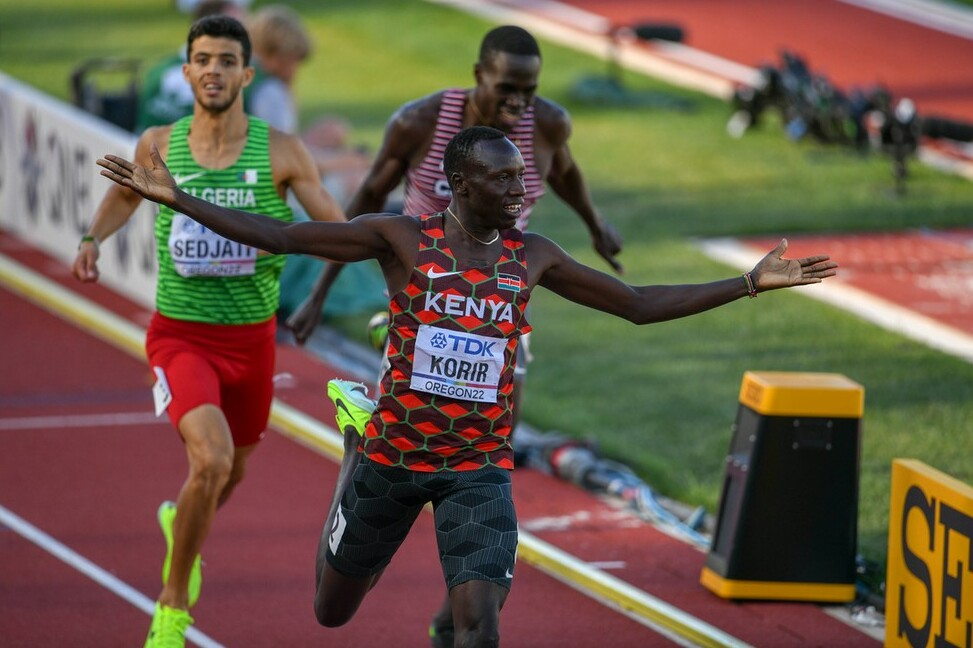
Emmanuel Korir lors des championnats du monde 2022.

Son meilleur résultat avant les championnats du monde 2022 n'est qu'une performance de 1 min 45 s 85 établie lors du meeting de Stockholm. 
À Eugene, Emmanuel Korir remporte sa série et sa demi-finale en réalisant son meilleur temps de l'année en 1 min 45 s 38. En finale, il porte une accélération à l'entame de la dernière ligne droite et dépasse le Canadien Marco Arop, remportant la course en 1 min 43 s 71, devant l'Algérien Djamel Sedjati et Marco Arop. Il remporte le premier titre mondial kényan sur 800 m depuis David Rudisha en 2015.

## Palmarès
| Date | Compétition            | Lieu             | Résultat | Épreuve   | Temps         |
| ---- | ---------------------- | ---------------- | -------- | --------- | ------------- |
| 2018 | Championnats d'Afrique | Asaba            | 2e       | 800 m     | 1 min 45 s 65 |
| 2018 | Championnats d'Afrique | Asaba            | 1er      | 4 x 400 m | 3 min 0 s 92  |
| 2018 | Coupe continentale     | Ostrava          | 1er      | 800 m     | 1 min 46 s 50 |
| 2019 | Championnats du monde  | Doha             | 6e       | 400 m     | 44 s 94       |
| 2021 | Jeux olympiques        | Tokyo            | 1er      | 800 m     | 1 min 45 s 06 |
| 2021 | Ligue de diamant       | Ligue de diamant | 1er      | 800 m     | 1 min 44 s 56 |
| 2022 | Championnats du monde  | Eugene           | 1er      | 800 m     | 1 min 43 s 71 |
| 2022 | Ligue de diamant       | Ligue de diamant | 1er      | 800 m     |               |

## Records
| Épreuve | Épreuve   | Temps              | Lieu     | Date            |
| ------- | --------- | ------------------ | -------- | --------------- |
| 400 m   | Plein air | 44 s 21            | Nairobi  | 23 juin 2018    |
| 800 m   | Plein air | 1 min 42 s 05      | Londres  | 22 Juillet 2018 |
| 800 m   | En salle  | 1 min 44 s 21 (AR) | New York | 3 février 2018  |